# Дубби
Дубби — активный вулкан в Эритрее в 23 километрах южнее Красного моря. В 1785 году вокруг вулкана появилось 600 шлаковых конусов и 89 лавовых куполов. В 1861 году лавовые потоки дошли до Красного моря, образовалось 5 полуостровов, было уничтожено 8 пляжей и пропало село Араю. При крупном взрыве в 1911 году разрушился вершинный купол. В 1972 году лавовые потоки образовали вулкан Детали. В 2008 году вулкан угрожал авиации по всей Северной Африке.
Вулкан Дубби состоит из двух вулканов: Дубби (активный) и Дубби Альто (потухший). В 2000 году в 7 километрах от вулкана построили станцию по наблюдению за вулканом.
13 июня 2011 года появилось сообщение об извержении вулкана. Однако спутниковые снимки показали, что это было извержение соседнего вулкана Набро.